# Shao Yuqi
Shao Yuqi (chinesisch 邵雨琪 Shào Yǔqí; * 13. Mai 2002) ist eine chinesische Leichtathletin, die sich auf den Hochsprung spezialisiert hat.

## Sportliche Laufbahn
Erste internationale Erfahrungen sammelte Shao Yuqi im Jahr 2023, als sie bei den Hallenasienmeisterschaften in Astana mit übersprungenen 1,75 m den siebten Platz belegte. Im August schied sie bei den World University Games in Chengdu mit 1,80 m in der Qualifikationsrunde aus. Im Jahr darauf gewann sie bei den Hallenasienmeisterschaften in Teheran mit 1,86 m die Silbermedaille hinter der Kasachin Jelisaweta Matwejewa.
2021 wurde Shao chinesische Meisterin im Hochsprung.

## Persönliche Bestleistungen
- Hochsprung: 1,88 m, 1. November 2022 in Huzhou
  - Hochsprung (Halle): 1,84 m, 17. März 2021 in Jinan